# Żoliborz

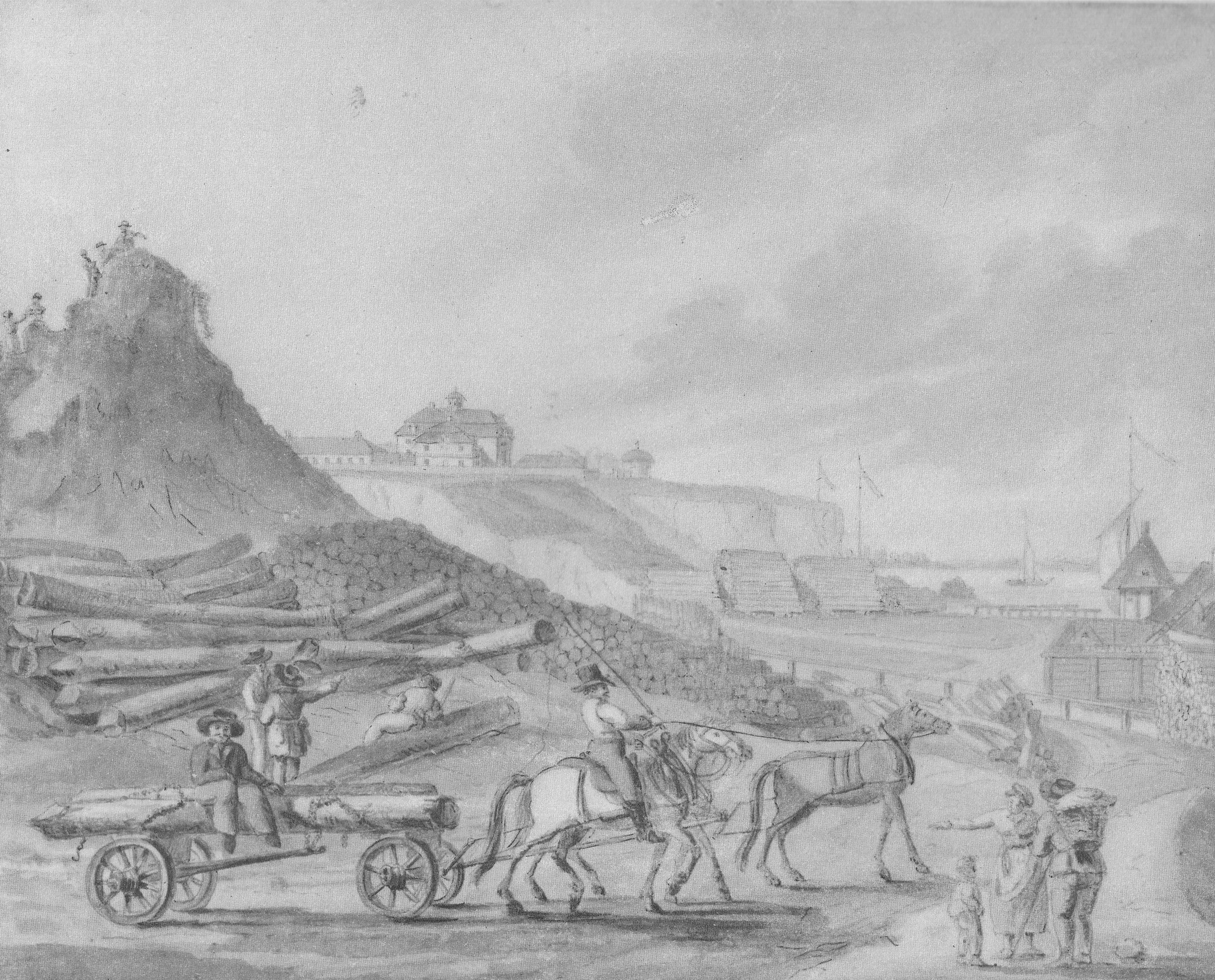
Żoliborz na rysunku Aleksandra Majerskiego (1818)

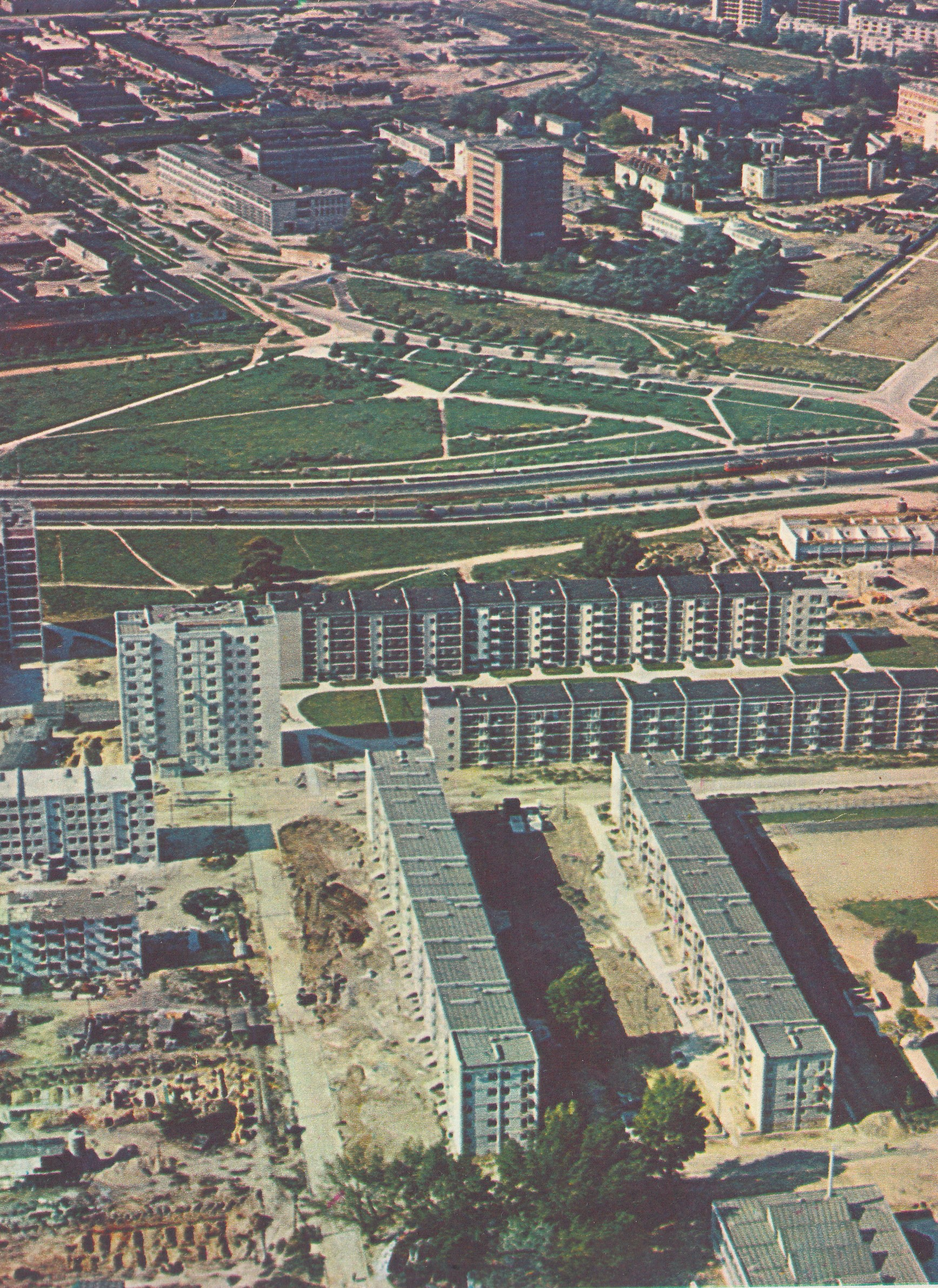
Żoliborz w latach 60. Widok z rejonu ul. Boguckiego w kierunku zachodnim

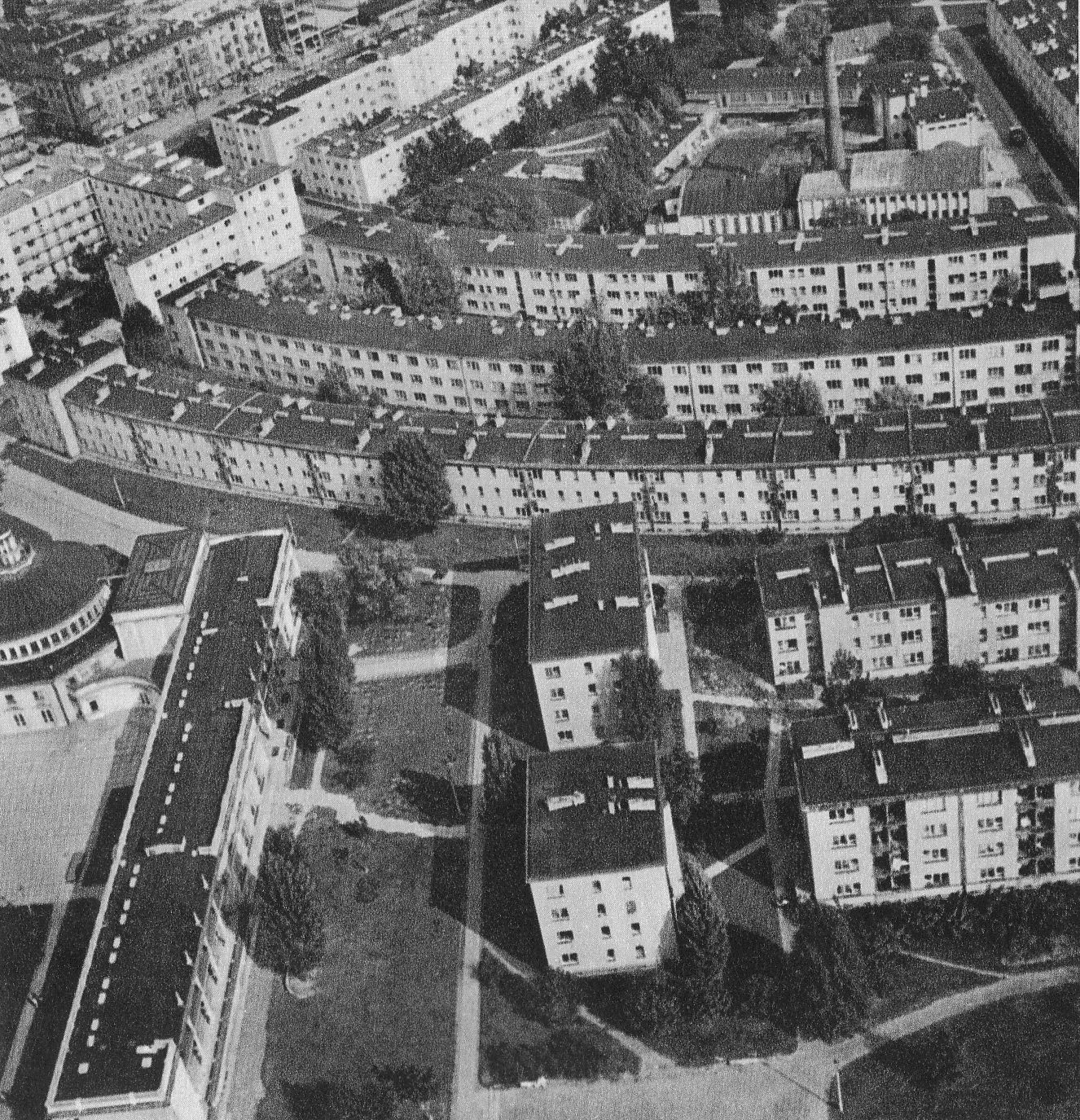
Kolonie Warszawskiej Spółdzielni Mieszkaniowej

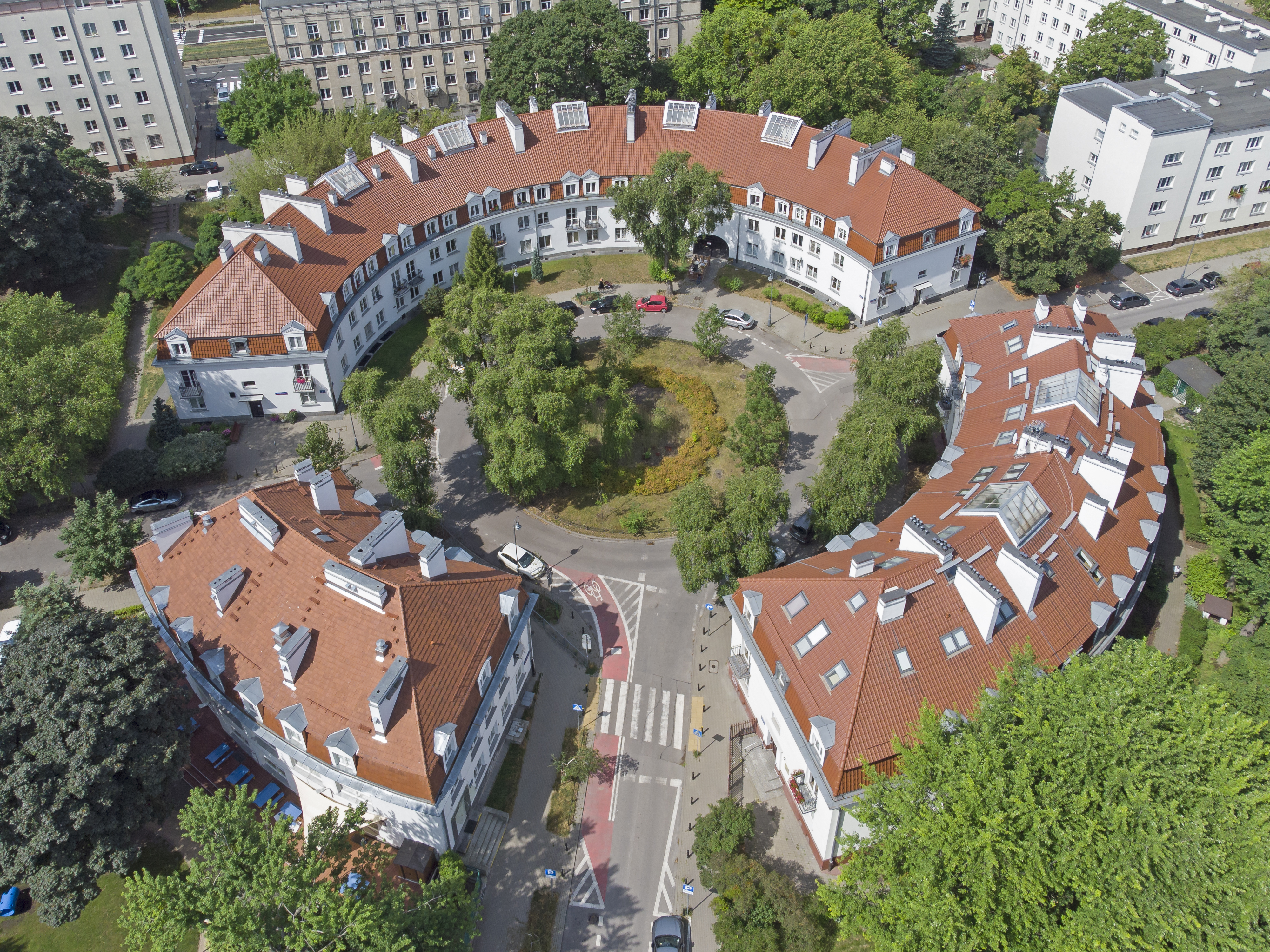
Plac Henkla

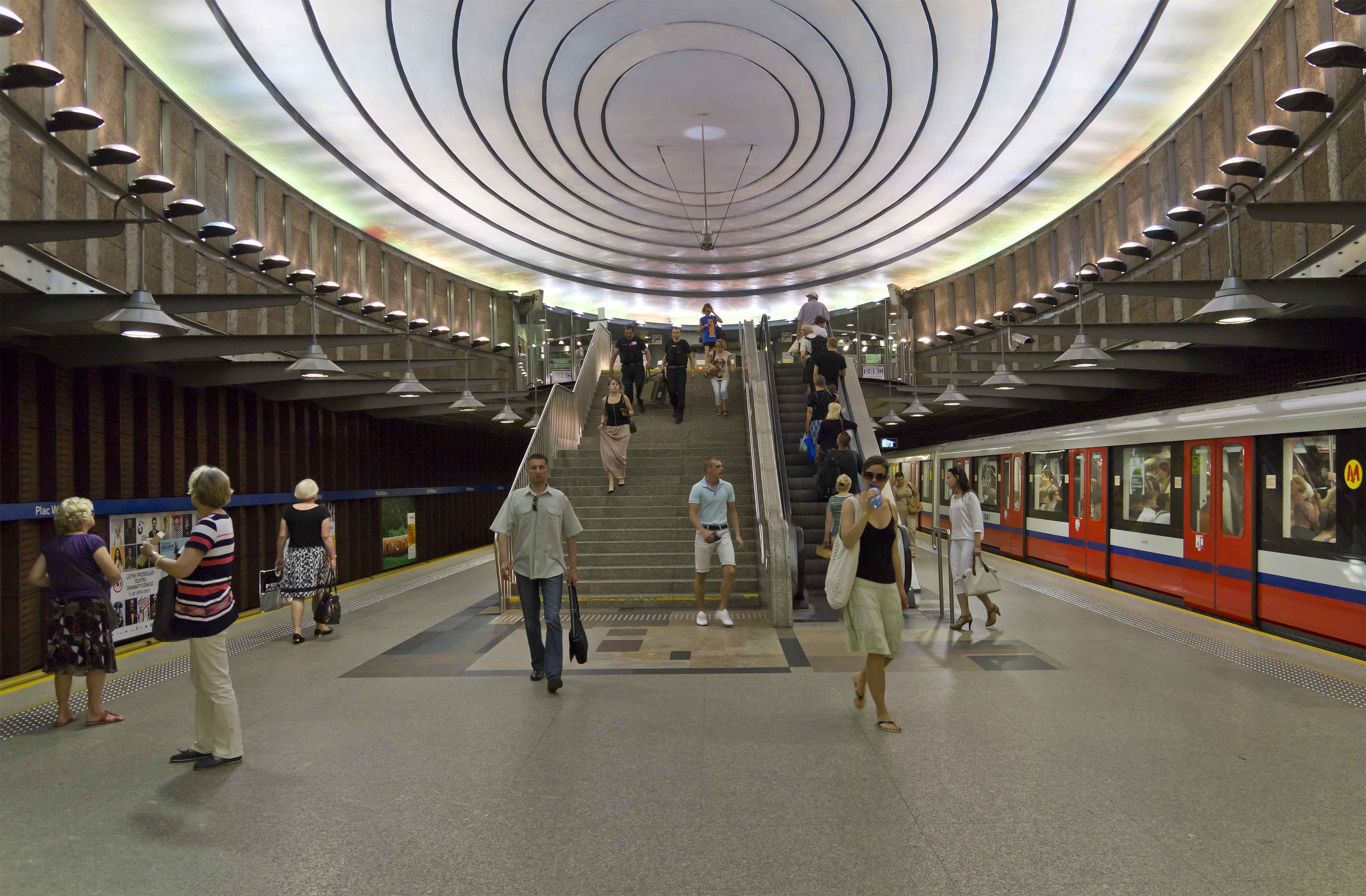
Stacja metra Plac Wilsona

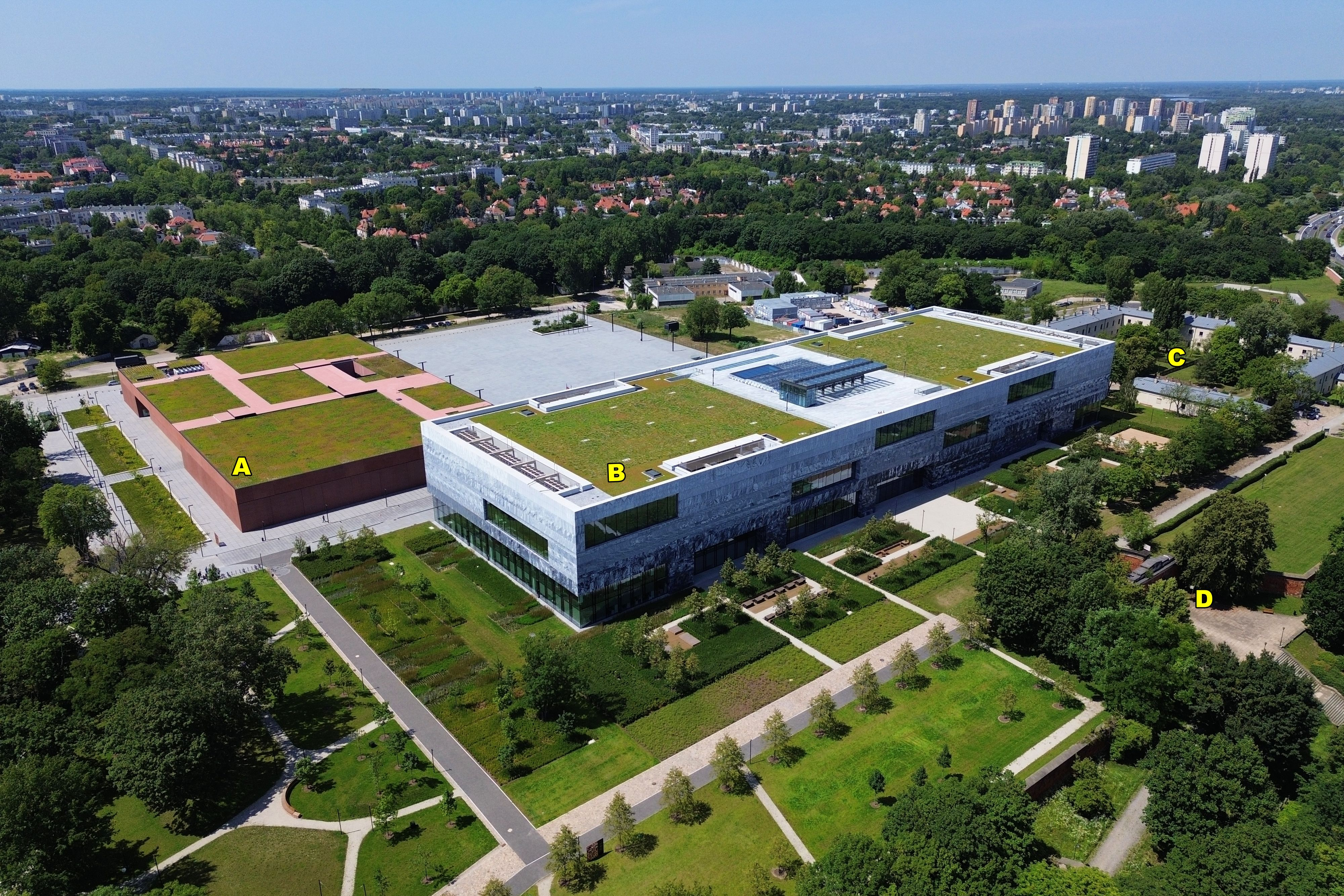
Muzeum Historii Polski i Muzeum Wojska Polskiego w Cytadeli Warszawskiej

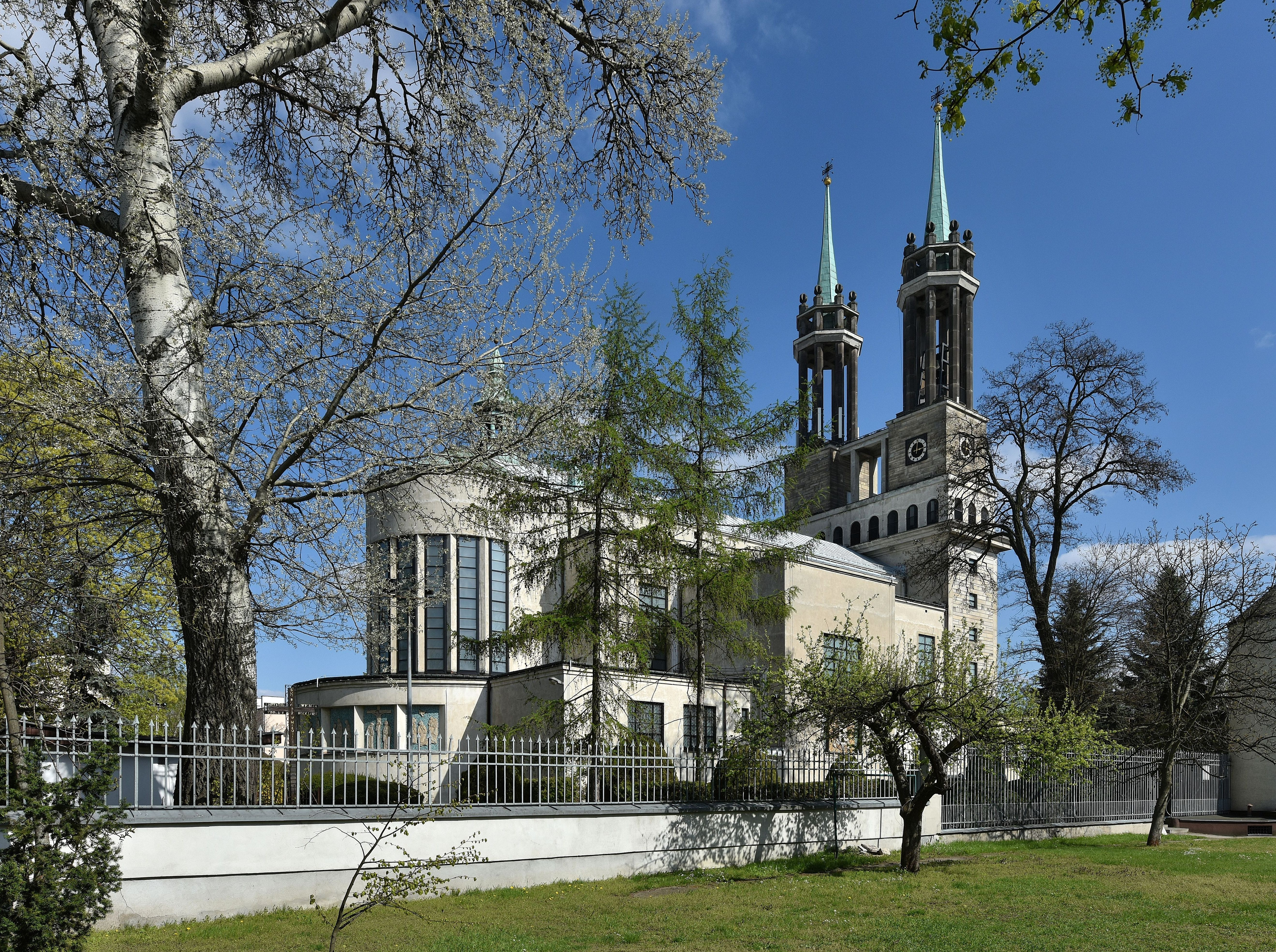
Kościół św. Stanisława Kostki

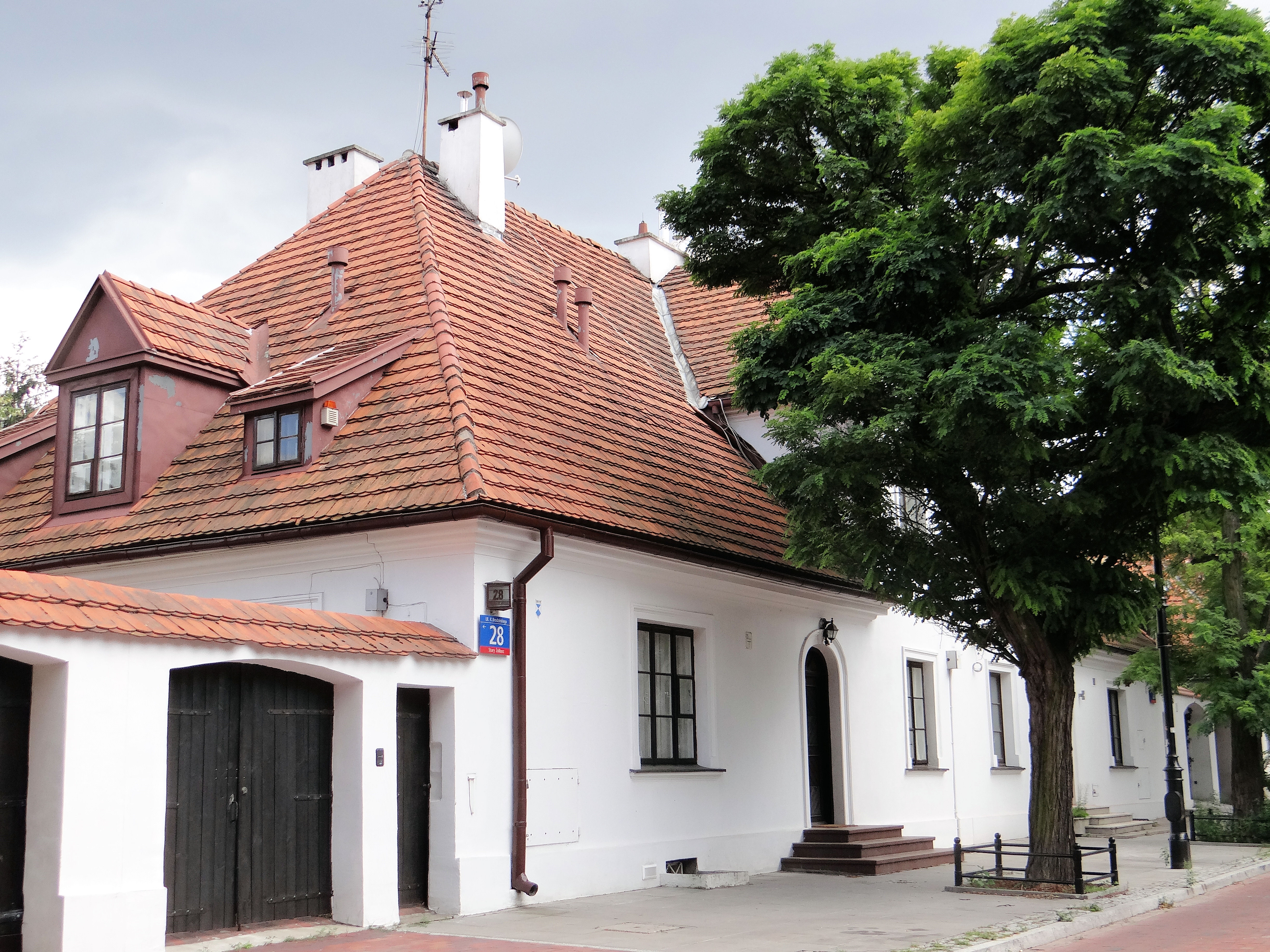
Żoliborz Urzędniczy. Ulica Władysława Brodzińskiego z zabudową w stylu dworkowym

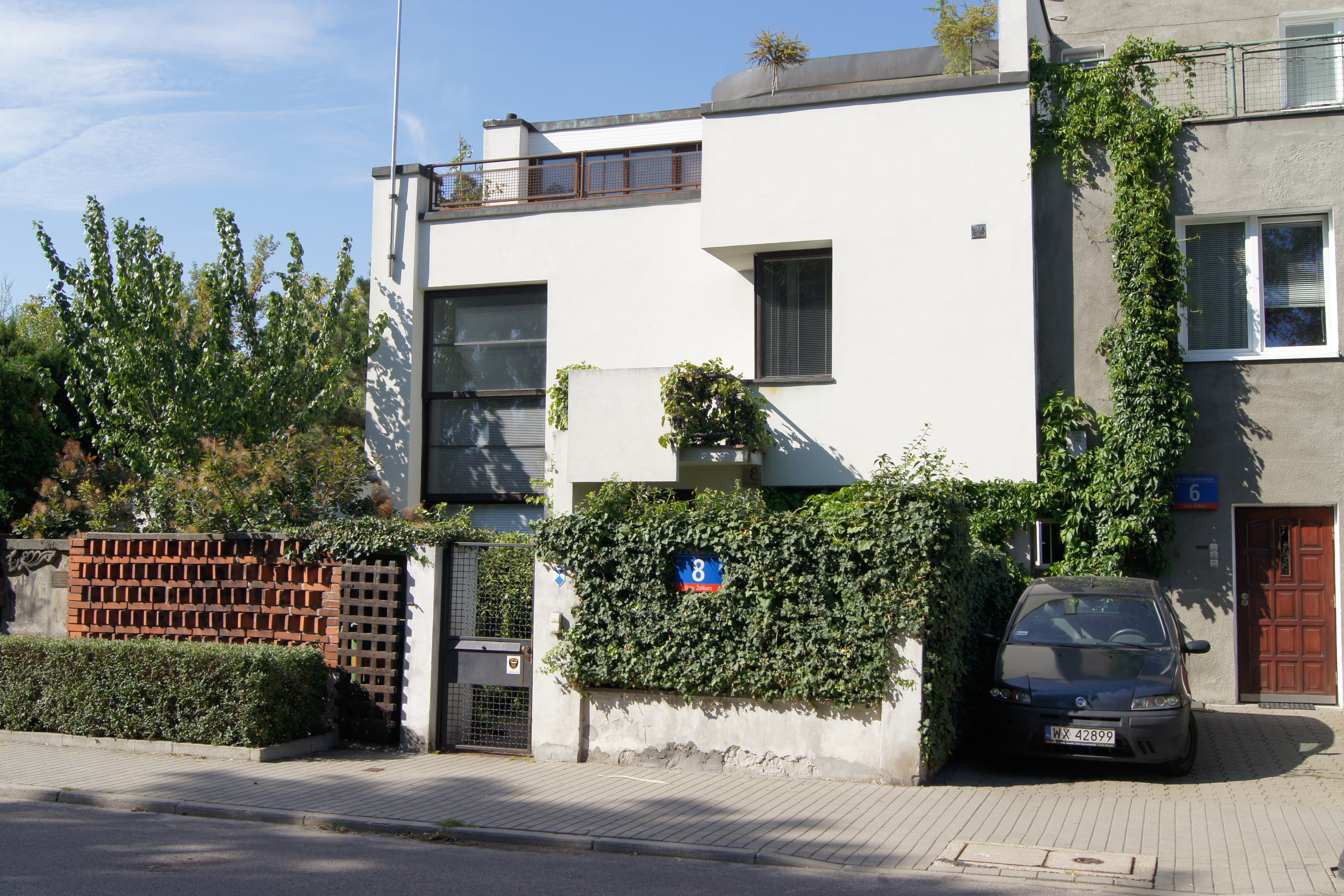
Dom własny Barbary i Stanisława Brukalskich wzniesiony w latach 1927–1929 przy ul. Niegolewskiego 8. Pierwsza realizacja architektury awangardowej w Polsce

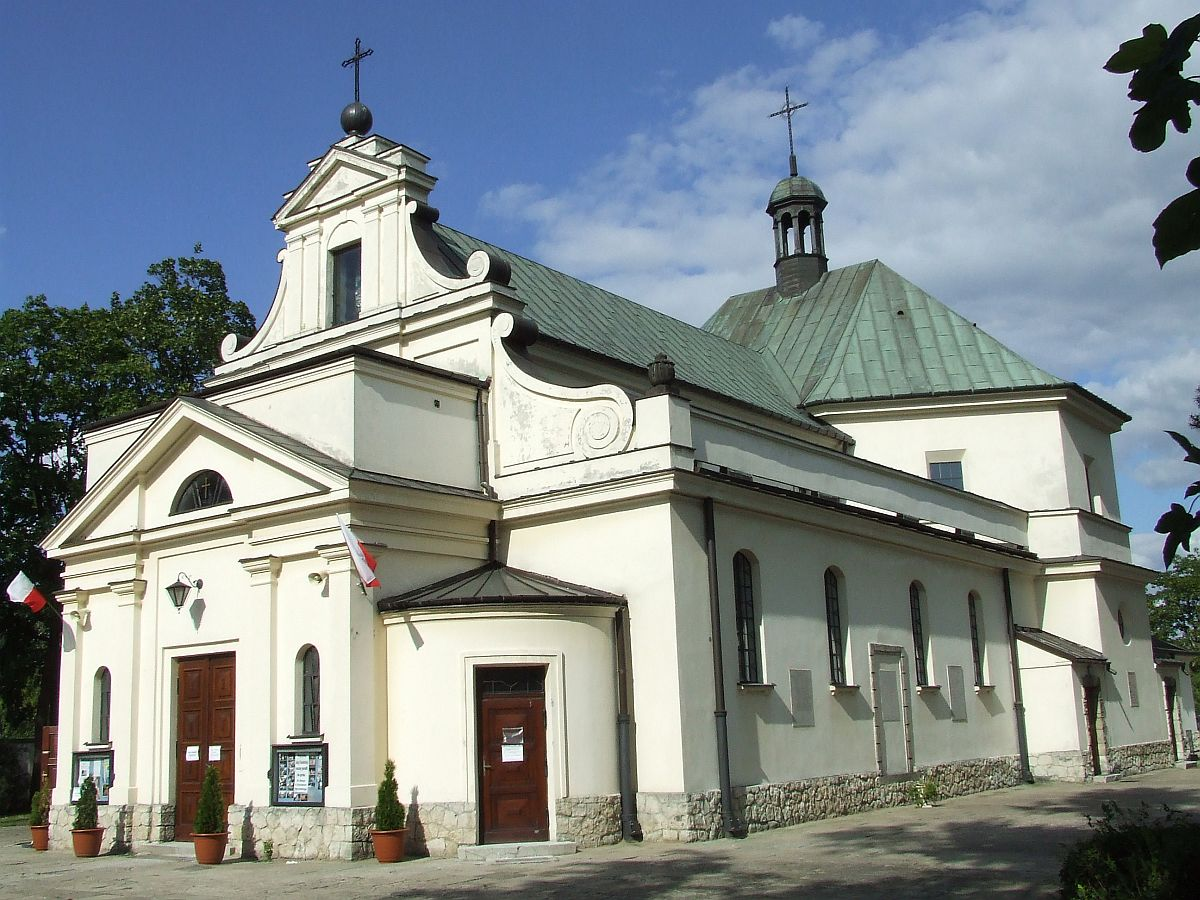
Kościół parafialny MB Królowej Polski na Marymoncie

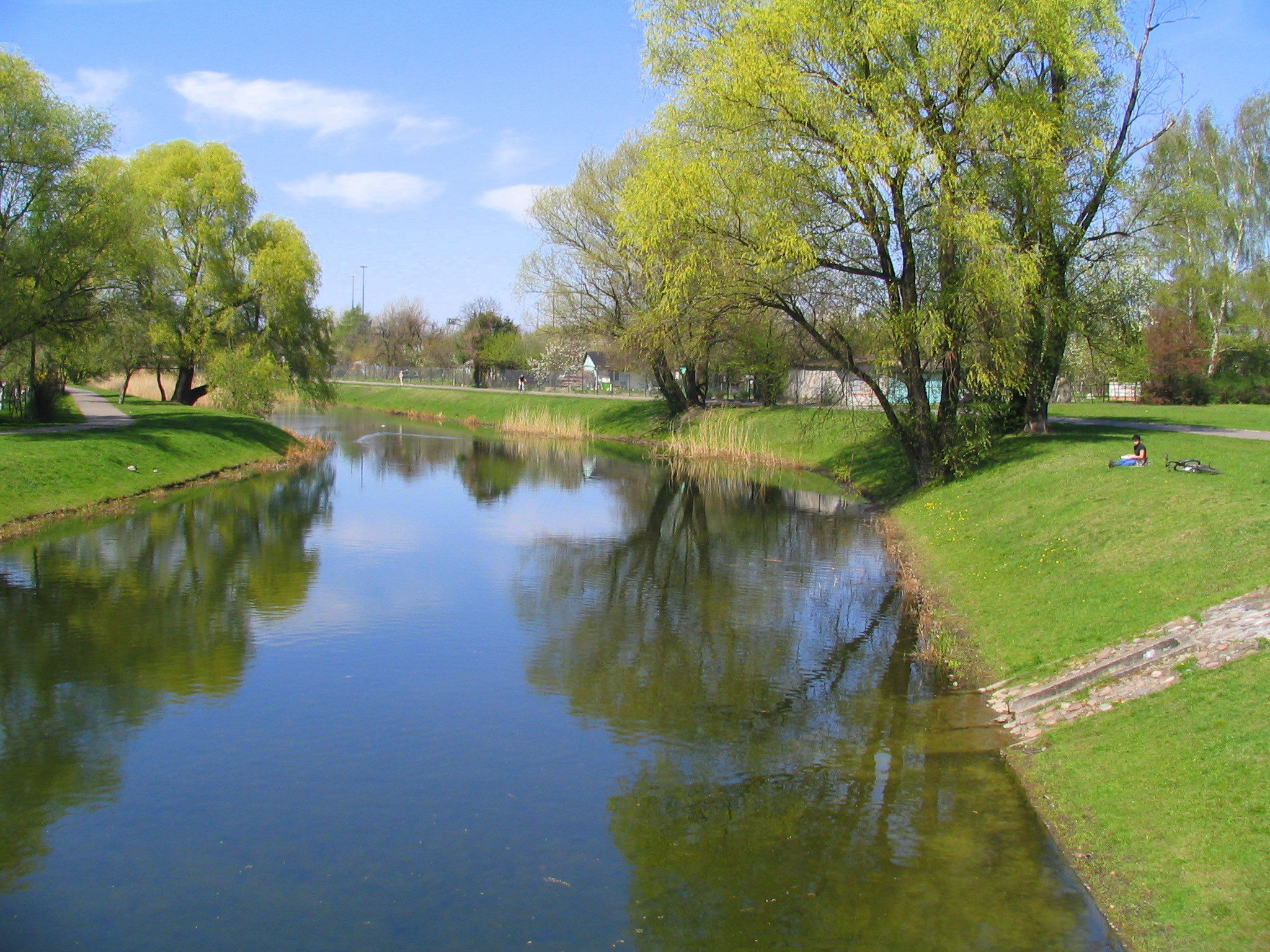
Park Kępa Potocka

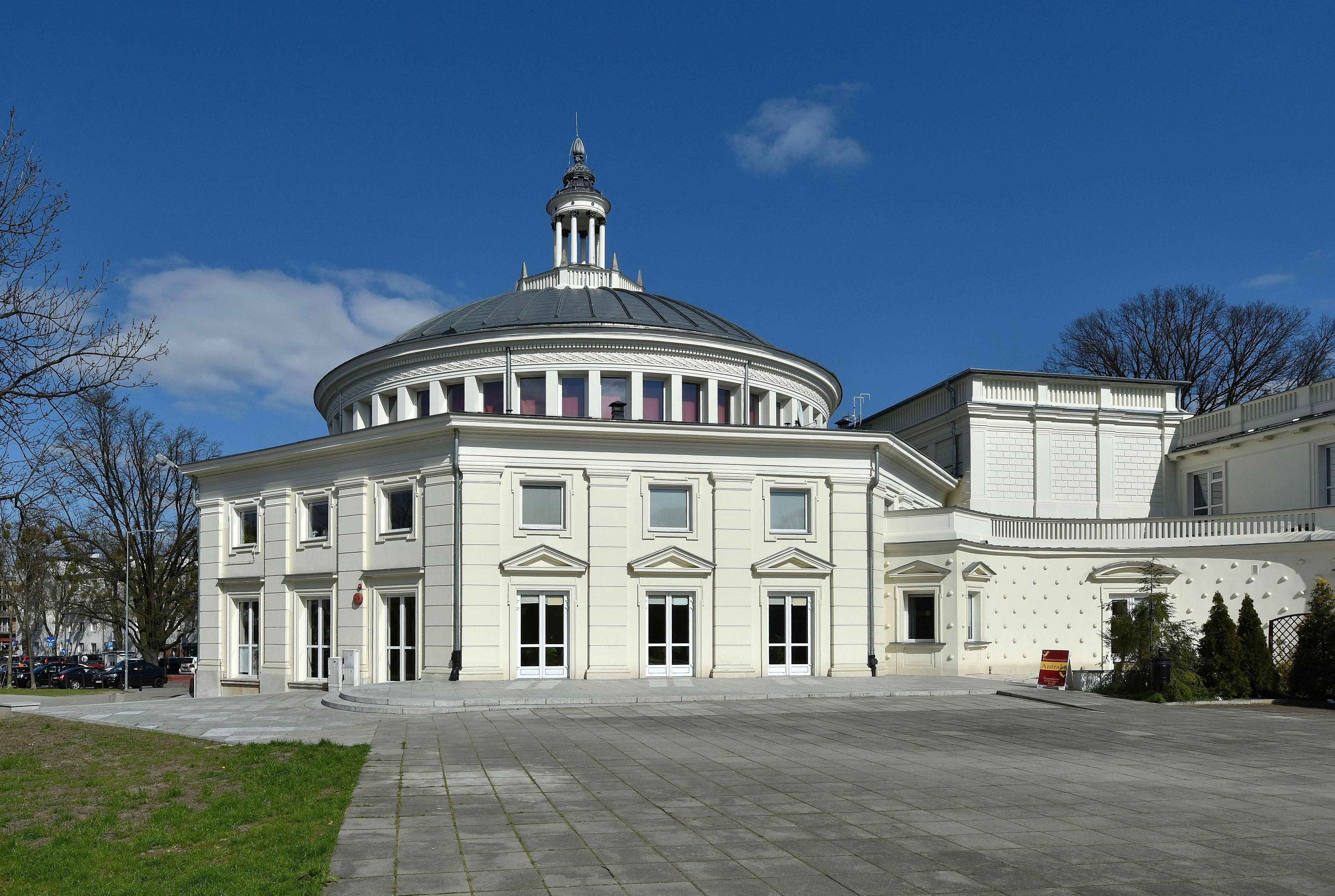
Teatr Komedia

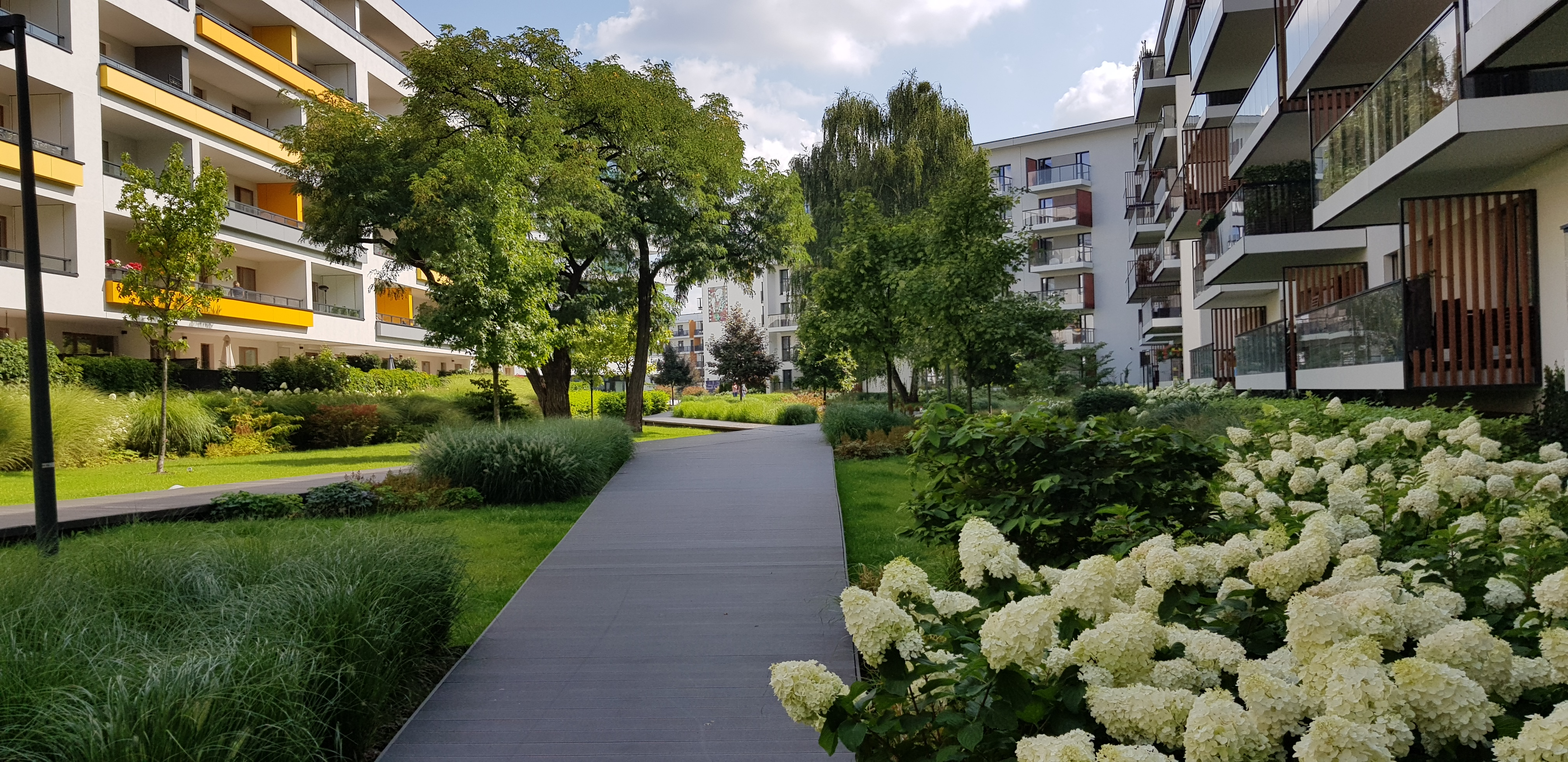
Osiedle Żoliborz Artystyczny

Żoliborz – dzielnica Warszawy położona w lewobrzeżnej części miasta. Jest jedną z 18 jednostek pomocniczych m.st. Warszawy.
Jest najmniejszą pod względem powierzchni warszawską dzielnicą.

## Nazwa
Nazwa dzielnicy pochodzi od francuskiej nazwy Joli Bord (wymowa IPA: /ʒɔ.li bɔʁ/), czyli „Piękny Brzeg”. Tak nazywano posiadłość konwiktu księży pijarów, założoną nad Wisłą w XVIII wieku.

## Historia
Obszar obecnego Żoliborza obejmował w znacznej części teren wsi Polików (Polków), nazywanej od drugiej połowy XVII wieku Faworami. Przed 1831 Fawory były podmiejską dzielnicą willową z pałacami, willami, dworkami i ogrodami należącymi do warszawskiej arystokracji i plutokracji. Po 1831 teren ten został zajęty pod budowę Cytadeli.
Współczesny Żoliborz rozwinął się w latach 20. XX wieku. Po odzyskaniu niepodległości niezabudowane powojskowe tereny wokół Cytadeli, które stały się własnością państwa, dawały możliwość stworzenia nowej tkanki miejskiej. Dzielnicę zaprojektowano według koncepcji stworzonej przez Tony Garniera – osiowych założeń urbanistycznych i monumentalnych obiektów przy głównych ulicach. Założenia urbanistyczne stworzył Antoni Jawornicki, nadając dzielnicy kształt trapezu zawarty pomiędzy Wisłą i ulicami: Potocką, Zajączka i Stołeczną (najstarszą nazwaną na Żoliborzu, obecnie Popiełuszki). Głównymi osiami tego układu stały się Mickiewicza z owalnym placem Inwalidów u zbiegu z aleją Wojska Polskiego z kolejnym placem – Wilsona, u zbiegu z Krasińskiego, będącą poprzeczną osią założenia.
Pomiędzy placem Wilsona i ulicami: Słowackiego i Krasińskiego od lat 20. powstały budynki Warszawskiej Spółdzielni Mieszkaniowej (WSM), zaprojektowane m.in. przez Barbarę i Stanisława Brukalskich. Przed 1939 rokiem na Żoliborzu działało 21% wszystkich stołecznych spółdzielni mieszkaniowych (więcej było tylko na Ochocie), co wynikało z łatwości pozyskania tam placów budowlanych. WSM było wtedy największą spółdzielnią mieszkaniową w stolicy.
W okresie międzywojennym między Dworcem Gdańskim a ul. gen. Zajączka znajdował się kompleks ponad 60 drewnianych baraków przeznaczonych dla osób bezdomnych i bezrobotnych. Był to największy tego typu obiekt w granicach administracyjnych miasta.
1 sierpnia 1944 na Żoliborzu, jeszcze przed godziną „W”, rozpoczęły się pierwsze walki podczas powstania warszawskiego. Pierwsze strzały zostały oddane ok. godz. 13.50 przy ul. Krasińskiego do patrolu lotników niemieckich przez żołnierzy drużyny Zdzisława Sierpińskiego transportujących broń dla obwodowego oddziału Zgrupowania „Żniwiarz”. Niemcy ściągnęli na miejsce potyczki czołg oraz kilka samochodów z karabinami maszynowymi. Przeczesując okoliczny teren ok. 15.30 zaskoczyli przy ul. Suzina grupę powstańców z IV Batalionu OW PPS im. Jarosława Dąbrowskiego i Socjalistycznej Organizacji Bojowej (SOB) pobierających broń w kotłowni WSM.
Żoliborz skapitulował 30 września 1944 roku. Był jedną z najmniej zniszczonych w czasie II wojny światowej dzielnic miasta. 7 lipca 1946 wmurowano tam kamień węgielny pod budowę nowego budynku WSM – pierwszego nowego budynku mieszkalnego w powojennej Warszawie. W sierpniu 1947 na Żoliborzu otwarto pierwszy w stolicy Powszechny Dom Towarowy.
W latach 1951–1994 w skład Żoliborza wchodziły Bielany, obecnie będące samodzielną dzielnicą.

## Osiedla dzielnicy
Według MSI Żoliborz dzieli się na 3 rejony:
- Marymont-Potok
- Sady Żoliborskie
- Stary Żoliborz

Każdy z rejonów dzieli się na mniejsze obszary (bez formalnie ustalonych granic):
Marymont Potok (m.in.):
- Osiedle Potok (osiedla wokół Łachy Potockiej, czyli tzw. Kanałku),
- Parki Kaskada (okolice Parku Kaskada i osiedli w okolicy ul. Gdańskiej),
- Park Kępa Potocka (tereny rekreacyjne wokół parku).

Sady Żoliborskie:
- osiedle „Sady Żoliborskie” (park oraz osiedla wokół niego i ul. Włościańska),
- Zatrasie (tereny mieszkaniowe jedno- i wielorodzinne w okolicy ul. Przasnyskiej, Elbląskiej, Sybilli, dominujące osiedle to „Żoliborz IV”),
- Żoliborz Artystyczny (tereny mieszkaniowe w rejonie pl. Cz. Niemena, ul. S. Dygata, ul. K. Jędrusik, ul. Powązkowskiej i ul. L. Rydygiera),
- Powązki (rejon Cmentarza Wojskowego),
- Żoliborz Przemysłowy (nazywany także Nowym Żoliborzem lub Żoliborzem Południowym w związku ze zmianą funkcji tego terenu z przemysłowej na mieszkaniową – okolice ulic: Przasnyskiej, Rydygiera i Anny German, czyli dawnego północno-zachodniego odcinka ul. Burakowskiej).

Rejon MSI „Stary Żoliborz” tradycyjnie jest dzielony na części:
- Żoliborz Oficerski (okolice placu Słonecznego i placu Inwalidów) zamieszkiwany przed wojną przez wysokiej rangi wojskowych,
- Żoliborz Urzędniczy (okolice alei Wojska Polskiego i kościoła św. Stanisława Kostki) pierwotnie zamieszkiwany przez rodziny urzędników państwowych,
- Żoliborz Dziennikarski (okolice Dziennikarskiej, Promyka i Bohomolca), mieszkało tu wielu literatów,
- Żoliborz Spółdzielczy (obszar Warszawskiej Spółdzielni Mieszkaniowej, okolice ul. Słowackiego),
- Żoliborz Centralny (okolice placu Wilsona),
- Żoliborz Dolny (pomiędzy Krasińskiego, Gwiaździstą, Potocką i Mickiewicza).

## Rada Dzielnicy
| Ugrupowanie                               | Kadencja 2002-2006 | Kadencja 2006-2010 | Kadencja 2010-2014 | Kadencja 2014-2018 | Kadencja 2018-2024        | Kadencja 2024-2029 |
| ----------------------------------------- | ------------------ | ------------------ | ------------------ | ------------------ | ------------------------- | ------------------ |
| Sojusz Lewicy Demokratycznej              | 4 (SLD-UP)         | 4 (LiD)            | –                  | –                  | –                         | –                  |
| Prawo i Sprawiedliwość                    | 9                  | 7                  | 8                  | 8                  | 6                         | 4                  |
| Liga Polskich Rodzin                      | 3                  | –                  | –                  | –                  | –                         | –                  |
| Platforma Obywatelska                     | 4                  | 8                  | 9                  | 8                  | 10 (Koalicja Obywatelska) | 9 (KO)             |
| Apolityczni Żoliborzanie                  | 1                  | 2                  | –                  | –                  | –                         | –                  |
| Projekt Żoliborz                          | –                  | –                  | 4                  | 3                  | –                         | –                  |
| Miasto Jest Nasze – Mieszkańców Żoliborza | –                  | –                  | –                  | 2                  | 5                         | –                  |
| Żoliborz Ma Głos                          | –                  | –                  | –                  | –                  | –                         | 4                  |
| Lewica                                    | –                  | –                  | –                  | –                  | –                         | 4 (3 MJN, 1 Razem) |

## Ważniejsze obiekty

### Przyroda
- Park Kaskada
- Park Kępa Potocka
- Park Stefana Żeromskiego
- Park im. Żołnierzy Żywiciela
- Park Sady Żoliborskie
- Park Fosa i Stoki Cytadeli
- Park Osiedlowy Zatrasie

### Kościoły i świątynie
- Klasztor i szkoła Zmartwychwstanek
- Kościół Matki Boskiej Królowej Polski
- Kościół św. Stanisława Kostki
- Kościół Dzieciątka Jezus
- Kościół św. Jana Kantego

### Pomniki
- Pomnik 1 Dywizji Pancernej na placu Inwalidów
- Pomnik Czynu Zbrojnego Polonii Amerykańskiej na placu Grunwaldzkim
- Pomnik Żołnierzy AK Zgrupowania „Żywiciel” przy ul. ks. J. Popiełuszki (park im. Żołnierzy Żywiciela przy Teatrze Komedia)
- Pomnik Żołnierzy AK poległych w ataku na Dworzec Gdański
- Pomnik 27 Wołyńskiej Dywizji Piechoty AK
- Pomnik księdza Jerzego Popiełuszki przy ul. Krasińskiego (róg ul. ks. J. Popiełuszki)
- Pomnik (stella) upamiętniający księdza Romana Indrzejczyka przy placu Inwalidów[25]
- Pomnik Witolda Pileckiego przy al. Wojska Polskiego
- Pomnik gen. Stanisława Sosabowskiego

### Inne upamiętnienia
- Głaz pamiątkowy poświęcony Jackowi Kuroniowi w parku im. Stefana Żeromskiego
- Głaz pamiątkowy poświęcony Zgrupowaniu AK „Żniwiarz” na skwerze Zgrupowania AK „Żniwiarz”[26]
- Płyta przy ul. Wybrzeże Gdyńskie upamiętniająca żołnierzy 2 Warszawskiej Dywizji Piechoty I Armii Wojska Polskiego poległych w czasie walk o przyczółki podczas powstania warszawskiego
- Mural przy ulicy Marii Kazimiery upamiętniający żoliborską wizytę Davida Bowiego. Brytyjski artysta zatrzymał się w Warszawie w 1976 r., podczas przerwy w podróży z Zurychu do Moskwy. Nierozpoznany przez nikogo, kupił przy placu Wilsona płytę Zespołu Pieśni i Tańca „Śląsk”. Była to inspiracja dla utworu „Warszawa” z albumu „Low”.

### Inne obiekty
- Cmentarz Wojskowy na Powązkach
  - Cytadela Warszawska
    - Muzeum Historii Polski
    - Muzeum Wojska Polskiego
    - Muzeum Katyńskie]
    - Muzeum X Pawilonu
    - Fort Sokolnickiego
- Muzeum Sportu i Turystyki w Warszawie
- Osiedle WSM

## Edukacja
- Akademia Pożarnicza
- I Liceum Ogólnokształcące z Oddziałami Integracyjnymi im. Bolesława Limanowskiego
- XVI Liceum Ogólnokształcące im. Stefanii Sempołowskiej
- LXIV Liceum Ogólnokształcące im. Stanisława Ignacego Witkiewicza
- Szkoła Podstawowa i Liceum Sióstr Zmartwychwstanek
- Zespół Szkół Samochodowych i Licealnych nr 3 im. Ignacego Jana Paderewskiego

## Kultura i sztuka
- Teatr Komedia
- Kino „Wisła”

## W kulturze masowej
- Z Żoliborza pochodzi zespół Partia, który w 2000 nagrał Żoliborz – Mokotów.
- Zielony Żoliborz, pieprzony Żoliborz, rozkwita na drzewach na krzewach. – tak o Żoliborzu w piosence „Warszawa” śpiewa T.Love.
- O Żoliborzu śpiewa też zespół Trawnik, którego wokalista Krzysztof Bień wychował się w tej dzielnicy.
- Pochodząca z płyty „Autorytet” piosenka „Oda do Żoliborza” była drugim singlem promującym debiutancki album warszawskiego rapera Funky Filona w 2000 roku. Kompozytorem muzyki jest również mieszkający na Żoliborzu Michał Grymuza.
- O Żoliborzu pisali też Konstanty Ildefons Gałczyński w wierszu Deszcz oraz Jerzy Zagórski w wierszu Żoliborz.
- Na Żoliborzu w 1979 powstała jedna z pierwszych prywatnych Galerii Sztuki w Polsce. Galeria Alicji i Bożeny Wahl mieściła się w willi, która została zaprojektowana tak, aby łączyć w sobie funkcje domu mieszkalnego, galerii i pracowni artystycznej. W czasach PRL była jednym z nielicznych miejsc, gdzie niezależni artyści mogli wystawiać i sprzedawać swoje prace.